# Thörl-Maglern

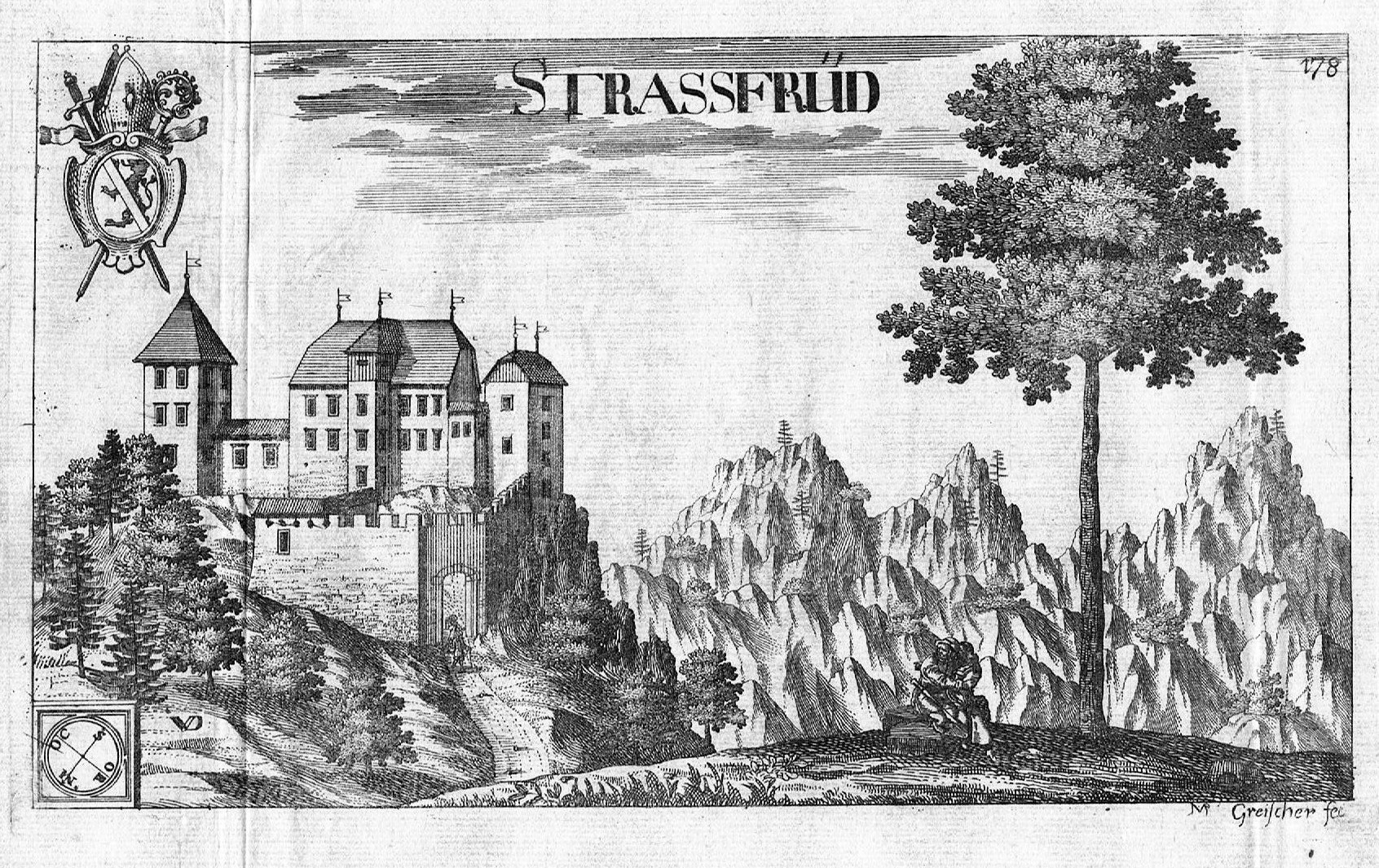
Burg Straßfried in einem Stich von 1688

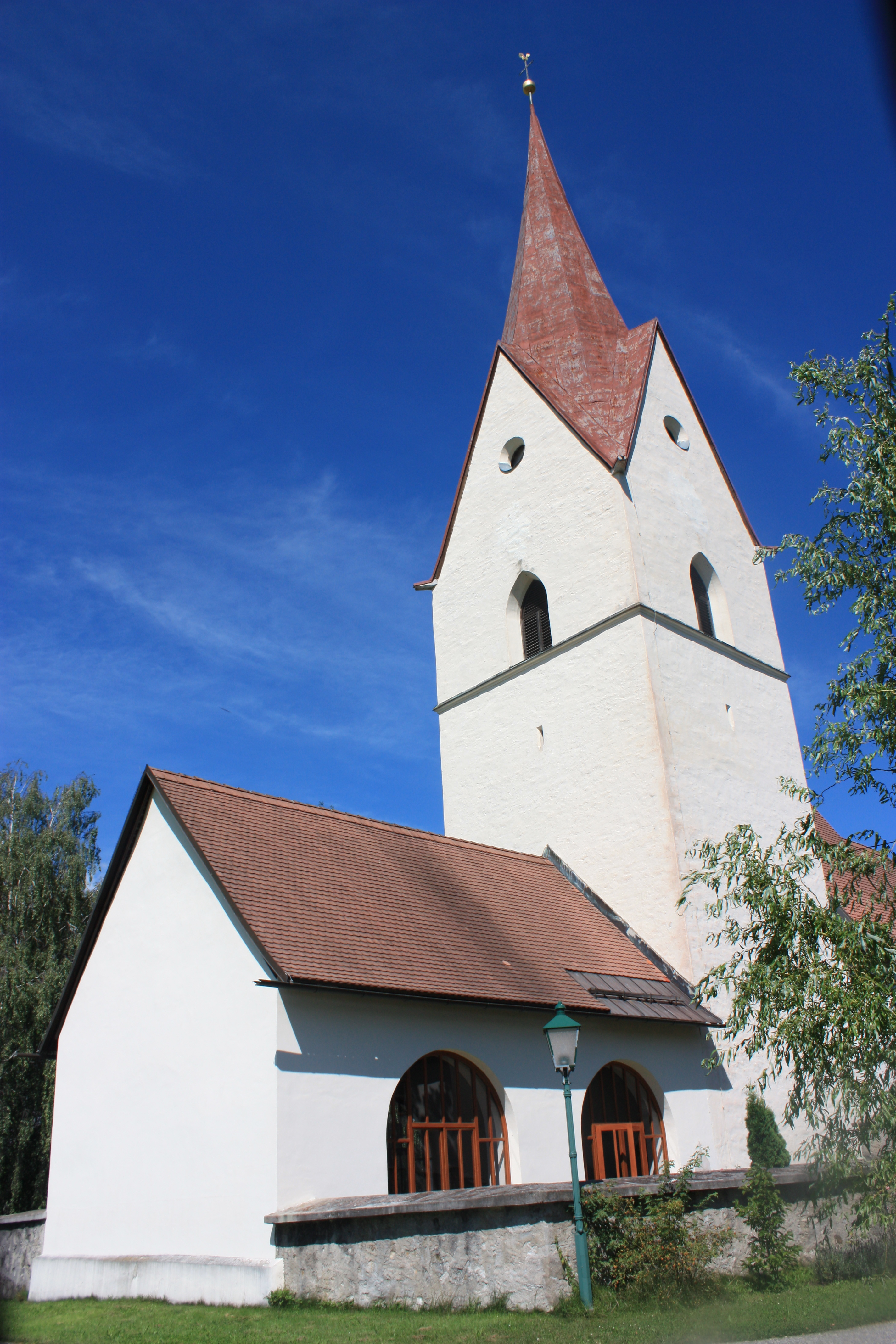
Pfarrkirche Thörl-Maglern

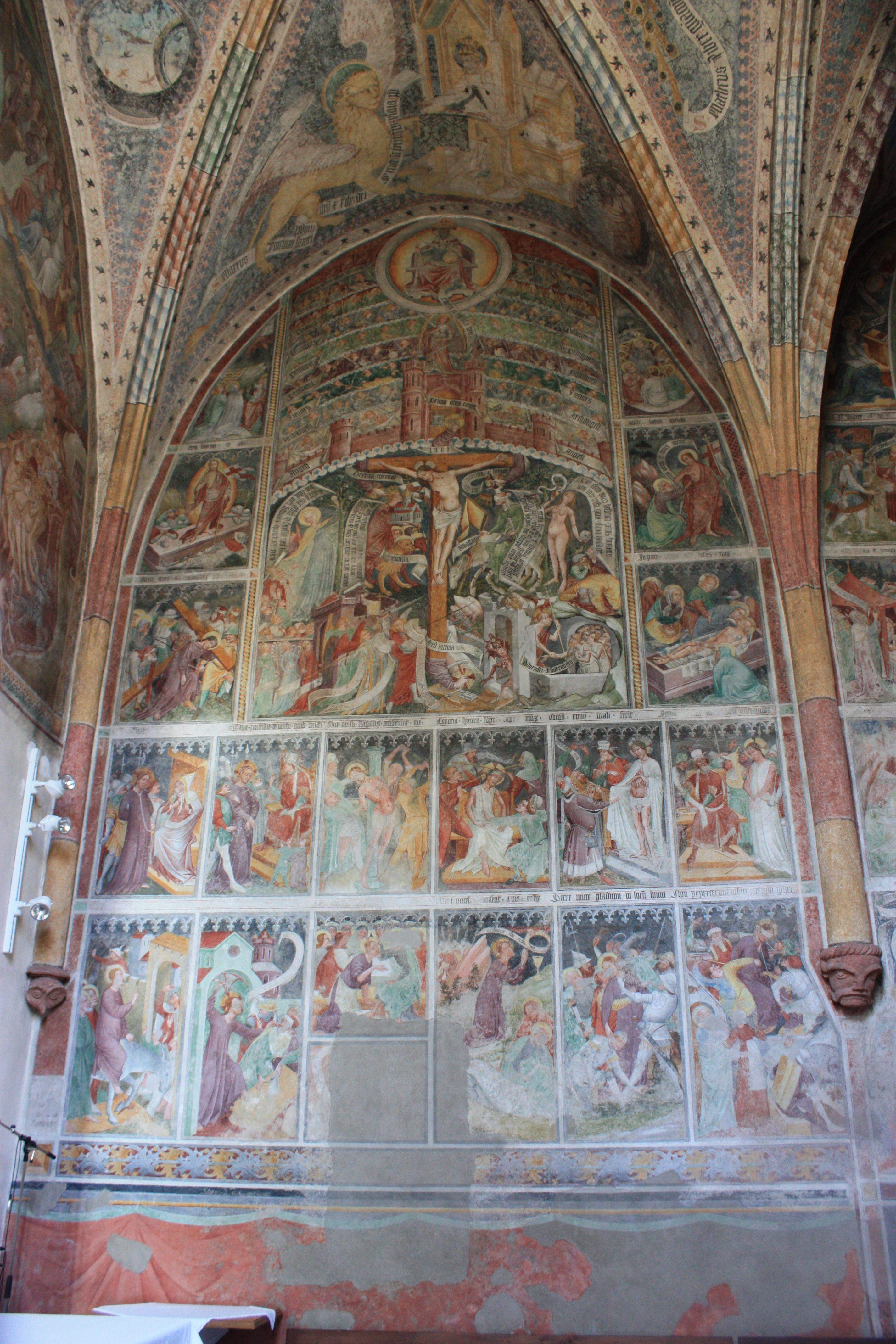
Kreuzigungsszene der Fresken

Thörl-Maglern (slowenisch Vrata-Megvarje; italienisch Porticina) ist ein österreichisches Dorf in Kärnten und liegt in der Marktgemeinde Arnoldstein im Bezirk Villach-Land. Der im Kanaltal auf 634 m Höhe gelegene Ort liegt an der Grenze zu Italien. Der Ort besteht aus den Ortschaften Thörl-Maglern (Megvarje, 299 Ew.), Oberthörl (Zgornja Vrata, 55 Ew.), Pessendellach (Dole, 58 Ew.), Thörl-Maglern-Greuth (Rute pri Vratih, 9 Ew.) und Unterthörl (Spodnja Vrata, 254 Ew.). Insgesamt hat der Ort 
675 Ew. (Stand 1. Jänner 2025).
Hier befindet sich ein Grenzübergang mit Zollamt.

## Geschichte
In der slowenischen Sprach- und Literaturgeschichte wird vielfach auf einen Reimbericht aus dem Frauendienst von Ulrich von Liechtenstein hingewiesen, in dem dieser slowenische Worte des Herzogs Bernhard von Spanheim zitiert. Bernhard hatte ihn bei seiner Durchreise durch Kärnten in Thörl-Maglern/Vrata Megvarje am 1. Mai 1227 auf Slowenisch mit den folgenden Worten begrüßt: "Der fürste und die gesellen sin / mich hiezen willekommen sin. / ir gruoz was gegen mich alsus: / "buge waz primi, gralva Venus!" (Der Fürst und sein Gefolge hießen mich willkommen sein. Ihr Gruß an mich war so: "Gott zum Gruß, königliche Venus). Ulrich war als Venus verkleidet gewesen.
Der Grenzbahnhof von Thörl-Maglern an der Rudolfsbahn wurde nach dem Zusammenbruch der Habsburgermonarchie im November 1918 von italienischen Truppen okkupiert und bis zum 19. November 1924 besetzt gehalten, obgleich die zwischenstaatliche Grenzregulierungskommission schon 1921 den Bahnhof der Republik Österreich zugesprochen hatte.

## Kultur und Sehenswürdigkeiten
Im Ortsteil Maglern befindet sich eine 1503 im Stil der Gotik gestaltete Pfarrkirche Thörl-Maglern hl. Andreas, deren Wand- und Deckenfresken auf das Ende des 15. Jahrhunderts zurückgehen. Im Chor befindet sich das „Lebendes Kreuz“, ein wichtiges Werk des Thomas von Villach ein Passionszyklus und der Hochaltar aus dem Jahre 1613.
Maglern besitzt ein aus dem späten 16. Jahrhundert stammendes Schloss, die Ruine der bereits 1279 nachgewiesenen romanischen Burgruine Straßfried und Reste einer Straßenstation "Meclaria" aus der Zeit der römischen Besiedelung.
Am Hoischhügel legte man die Grundmauern einer in ein spätantikes Kastell gebauten frühchristlichen Saalkirche frei. Heute befindet sich auf diesem Platz nur noch eine Wiese.

## Wirtschaft und Infrastruktur

### Vereine
- SV Thörl-Maglern
- FF Thörl-Maglern
- Gemischter Chor Thörl-Maglern
- Sängerrunde Thörl-Maglern
- Landjugend Thörl-Maglern
- Burschenschaft Thörl-Maglern

## Persönlichkeiten
- Thomas von Villach (1435/1440–1523/1529), spätgotischer Maler